# Schrems (Niederösterreich)

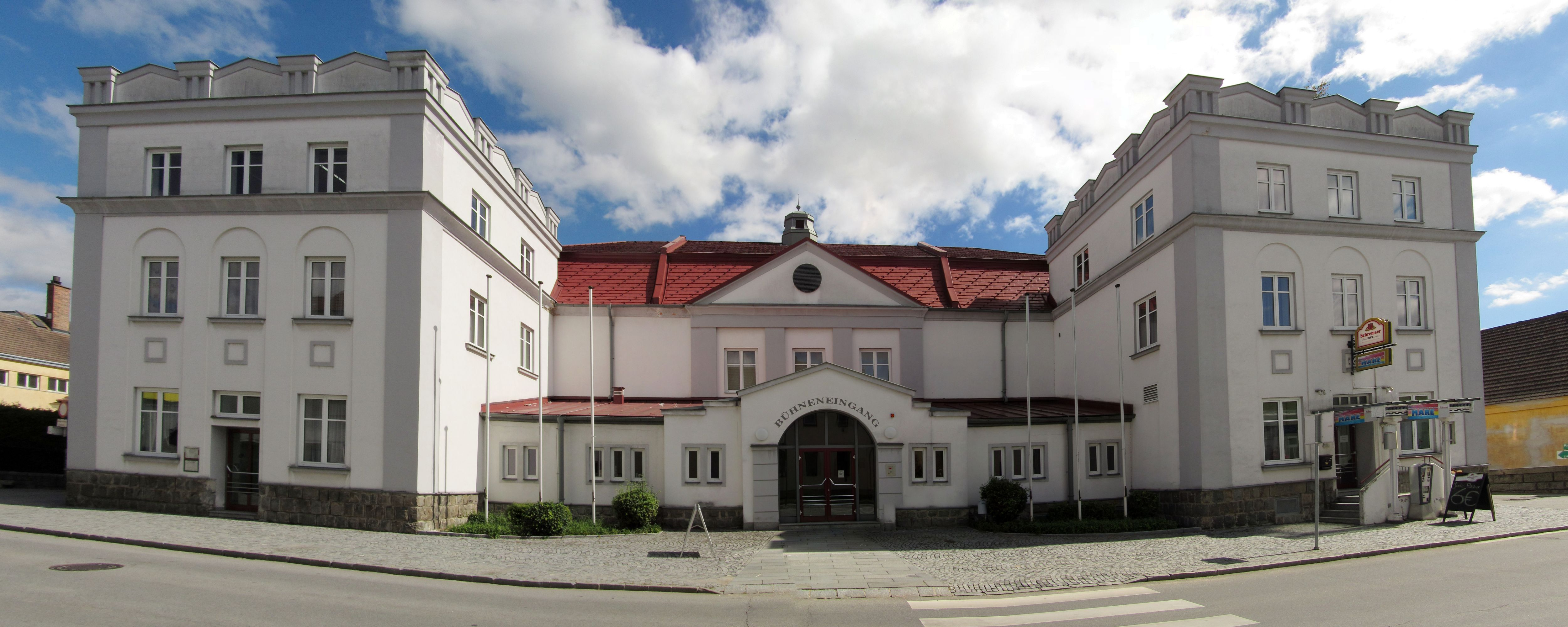
Das ehemalige Volksheim dient heute als Kulturhaus.

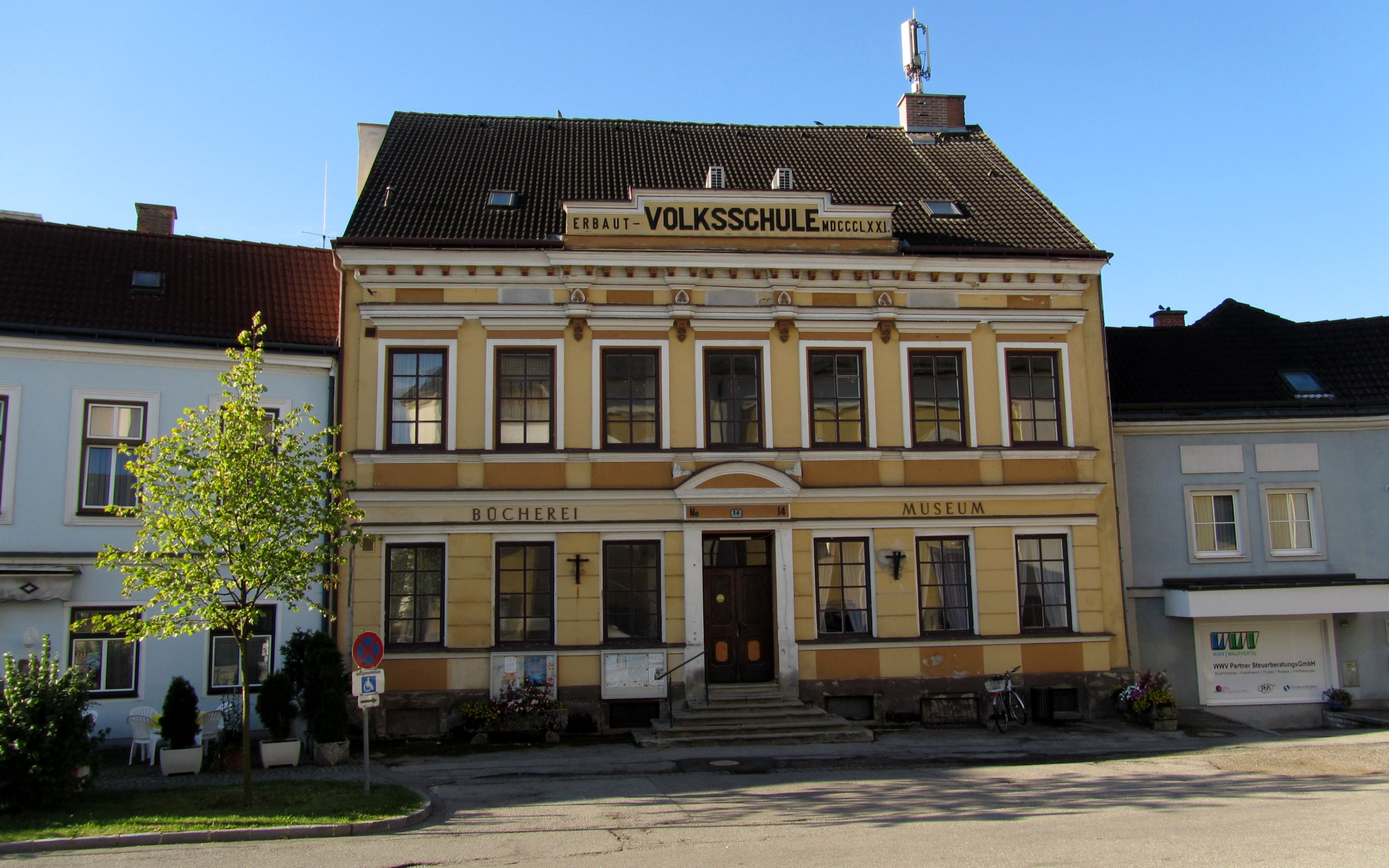
In der ehemaligen Schule ist das Heimatmuseum untergebracht.

Schrems ist eine österreichische Stadtgemeinde mit 5272 Einwohnern (Stand 1. Jänner 2025) im Bezirk Gmünd in Niederösterreich.

## Geografie
Schrems liegt im Waldviertel in Niederösterreich. Die Fläche der Stadtgemeinde umfasst 60,82 Quadratkilometer, 49,16 Prozent der Fläche sind bewaldet. Schrems liegt an der Waldviertler Straße B 2.

### Gemeindegliederung
Das Gemeindegebiet umfasst folgende 14 Ortschaften (in Klammern Einwohnerzahl Stand 1. Jänner 2025):
- Anderlfabrik (0)
- Ehrenhöbarten (54)
- Gebharts (139)
- Kiensaß (31)
- Kleedorf (177)
- Kottinghörmanns (316) samt Bräuhäusl
- Kurzschwarza (74)
- Langegg (235) samt Winkel
- Langschwarza (249) samt Neuhöf
- Neulangegg (47) samt Mexiko
- Neuniederschrems (78)
- Niederschrems (424)
- Pürbach (233)
- Schrems (3215) samt Echsenbacherwerk, Eugenia, Kollersdorf, Radebeulewerk, Steinbrüche und Zwiemannsbusch

Die Gemeinde besteht aus den Katastralgemeinden Ehrenhöbarten, Gebharts, Kiensass, Kottinghörmanns, Kurzschwarza, Langegg, Langschwarza, Niederschrems, Pürbach und Schrems.
Schrems ist eine Mitgliedsgemeinde der Kleinregion Waldviertler StadtLand.

### Nachbargemeinden
| Brand-Nagelberg | Amaliendorf-Aalfang                         | Heidenreichstein |
| Gmünd           | Kompassrose, die auf Nachbargemeinden zeigt | Vitis            |
| Hoheneich       | Kirchberg am Walde                          | Hirschbach       |

## Geschichte
Schrems wurde um 1200 gegründet, der Name Schremelize für den Braunaubach scheint 1179 erstmals auf. Er stammt wahrscheinlich vom tschechischen Ausdruck für hartes Gestein („kremen“) ab, man weiß jedoch nicht genau, ob der Ort nach dem Fluss oder umgekehrt benannt worden ist.
Um 1410 wurde erstmals die Brauerei in Schrems erwähnt, auch ein Landesgericht gab es damals bereits im Ort. Am 20. März 1582 wurde durch Kaiser Rudolf II. zu Wien dem „Marckth Schrembß“ ein Wappen verliehen. Es zeigt einen roten Schild, der von links oben nach rechts unten durch einen breiten azurblauen Streifen geteilt wird, der mit zwei weißen, gold gekrönten, in Form eines Zweifelsknopfes geflochtenen Schlangen, mit ausgeschlagenen roten Zungen, mit voneinander gekehrten Köpfen und Schwänzen belegt ist. Mit der Erhebung zur Stadt am 23. Oktober 1936 wurde der Schild des Wappens mit einer fünfzinnigen weißen Mauerkrone gekrönt. Als Stadtfarben von Schrems gelten die Farben Rot-Blau-Rot.
Im 17. Jahrhundert erhielt Schrems das Marktrecht von Kaiser Leopold I. und es wurde mit dem Bau des Schlosses begonnen.
Schrems wurde einige Male von Katastrophen heimgesucht: 1680 wütete die Pest, am 10. Mai 1772 brach ein Großbrand aus. Am 2. April 1871 fiel Schrems erneut einem Großbrand zum Opfer, dabei wurden 40 Häuser, die Schule und die Kirche zerstört.
Am 23. Oktober 1936 wurde Schrems zur Stadt erhoben. Nach dem Anschluss Österreichs wurde die Gemeinde von Mitgliedern der NSDAP übernommen. Zwischen Juni 1944 und April 1945 wurden von der Berliner Bau- und Terrain AG für Arbeiten im Steinbruch Radebeulewerk ungarische Juden als Zwangsarbeiter eingesetzt. Am Ende des Zweiten Weltkriegs hatte Schrems 195 Gefallene zu beklagen, im heutigen Gemeindegebiet waren es sogar 344. Unter der russischen Besatzung wurde ein Ostarbeiterlager errichtet und die rechte Seite des Braunauufers evakuiert.
Mit 1. Jänner 1972 wurden die ehemals selbständigen Gemeinden Schrems, Gebharts, Langegg, Langschwarza, Niederschrems und Pürbach zu Schrems fusioniert. Kottinghörmanns wurde bereits zu Jahresbeginn 1968 nach Niederschrems eingegliedert.
Im Jahr 1984 verursachten orkanartige Stürme (Windstärke 8 bis 10 der 12-teiligen Skala) große Schäden. 2002 wurden verschiedene Ortsteile von Schrems durch das Jahrhunderthochwasser überflutet.

### Bevölkerungsentwicklung
| Schrems: Einwohnerzahlen von 1869 bis 2025          | Schrems: Einwohnerzahlen von 1869 bis 2025 | Schrems: Einwohnerzahlen von 1869 bis 2025 | Schrems: Einwohnerzahlen von 1869 bis 2025 | Schrems: Einwohnerzahlen von 1869 bis 2025 |
| --------------------------------------------------- | ------------------------------------------ | ------------------------------------------ | ------------------------------------------ | ------------------------------------------ |
| Jahr                                                |                                            |                                            |                                            | Einwohner                                  |
| 1869                                                | 1869                                       |                                            | 4.943                                      | 4.943                                      |
| 1880                                                | 1880                                       |                                            | 5.130                                      | 5.130                                      |
| 1890                                                | 1890                                       |                                            | 5.306                                      | 5.306                                      |
| 1900                                                | 1900                                       |                                            | 5.661                                      | 5.661                                      |
| 1910                                                | 1910                                       |                                            | 5.859                                      | 5.859                                      |
| 1923                                                | 1923                                       |                                            | 5.213                                      | 5.213                                      |
| 1934                                                | 1934                                       |                                            | 5.555                                      | 5.555                                      |
| 1939                                                | 1939                                       |                                            | 5.624                                      | 5.624                                      |
| 1951                                                | 1951                                       |                                            | 5.708                                      | 5.708                                      |
| 1961                                                | 1961                                       |                                            | 5.643                                      | 5.643                                      |
| 1971                                                | 1971                                       |                                            | 6.033                                      | 6.033                                      |
| 1981                                                | 1981                                       |                                            | 5.994                                      | 5.994                                      |
| 1991                                                | 1991                                       |                                            | 5.925                                      | 5.925                                      |
| 2001                                                | 2001                                       |                                            | 5.830                                      | 5.830                                      |
| 2011                                                | 2011                                       |                                            | 5.643                                      | 5.643                                      |
| 2021                                                | 2021                                       |                                            | 5.323                                      | 5.323                                      |
| 2025                                                | 2025                                       |                                            | 5.272                                      | 5.272                                      |
| Quelle(n): Statistik Austria, Gebietsstand 1.1.2021 |                                            |                                            |                                            |                                            |

## Kultur und Sehenswürdigkeiten
- Schloss Schrems

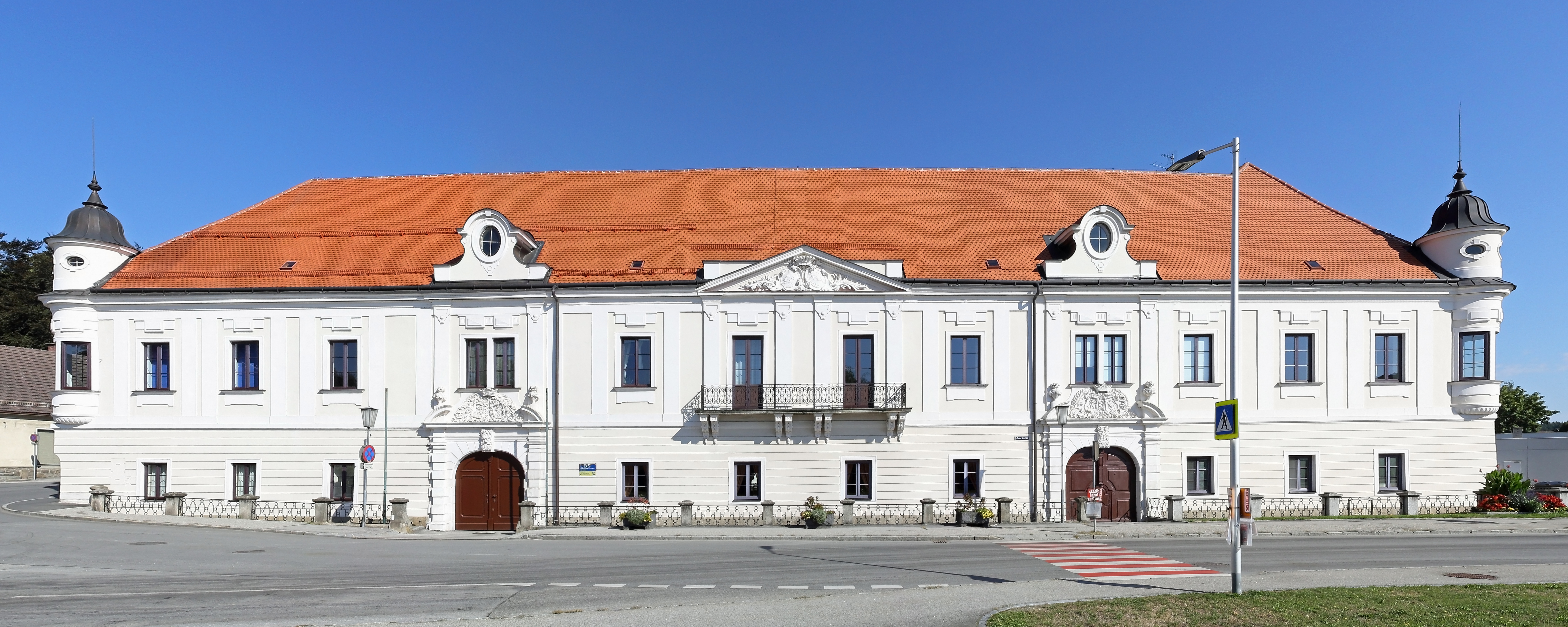
Schloss Schrems seit 1928 im Besitz der Gemeinde.

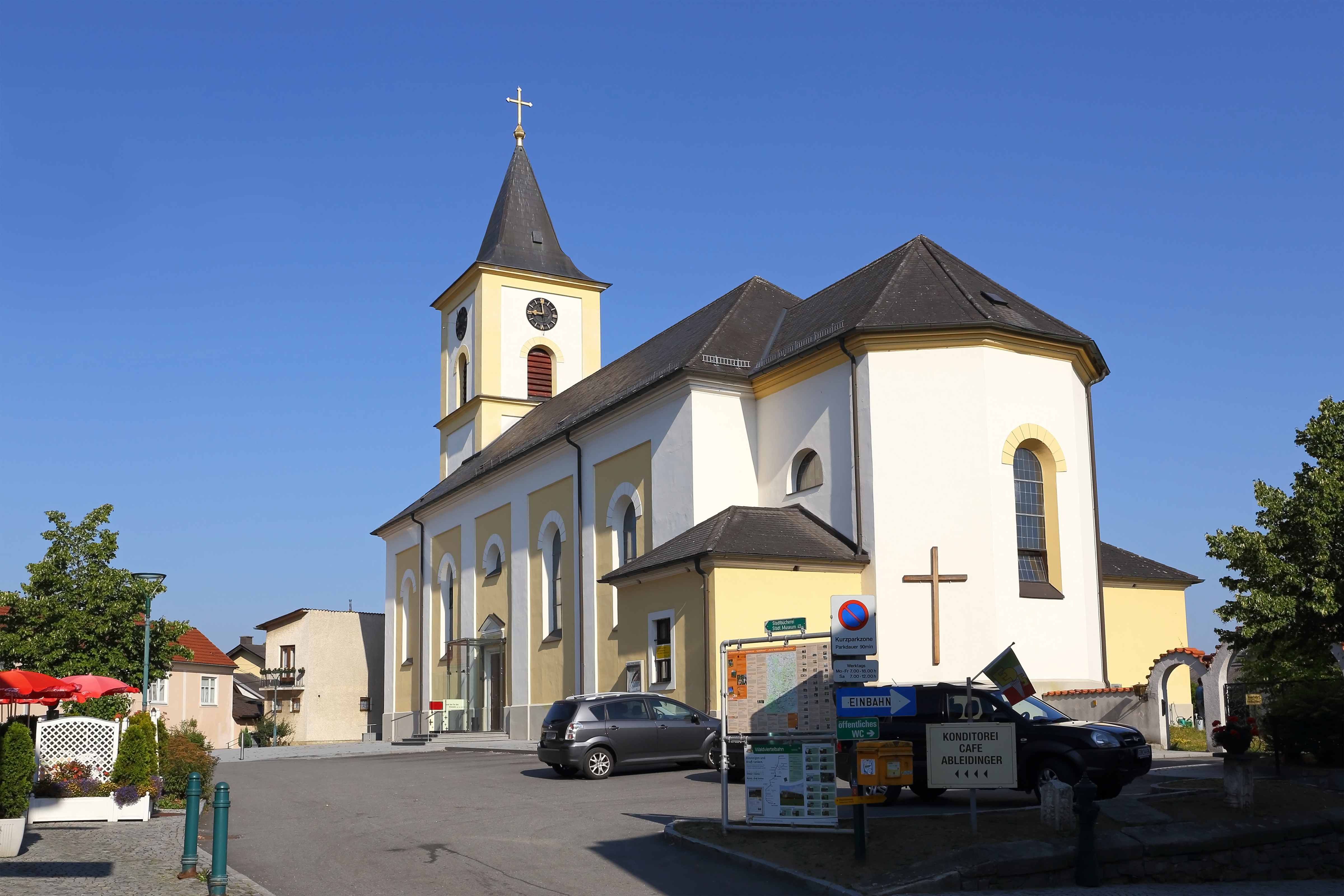
Pfarrkirche Schrems

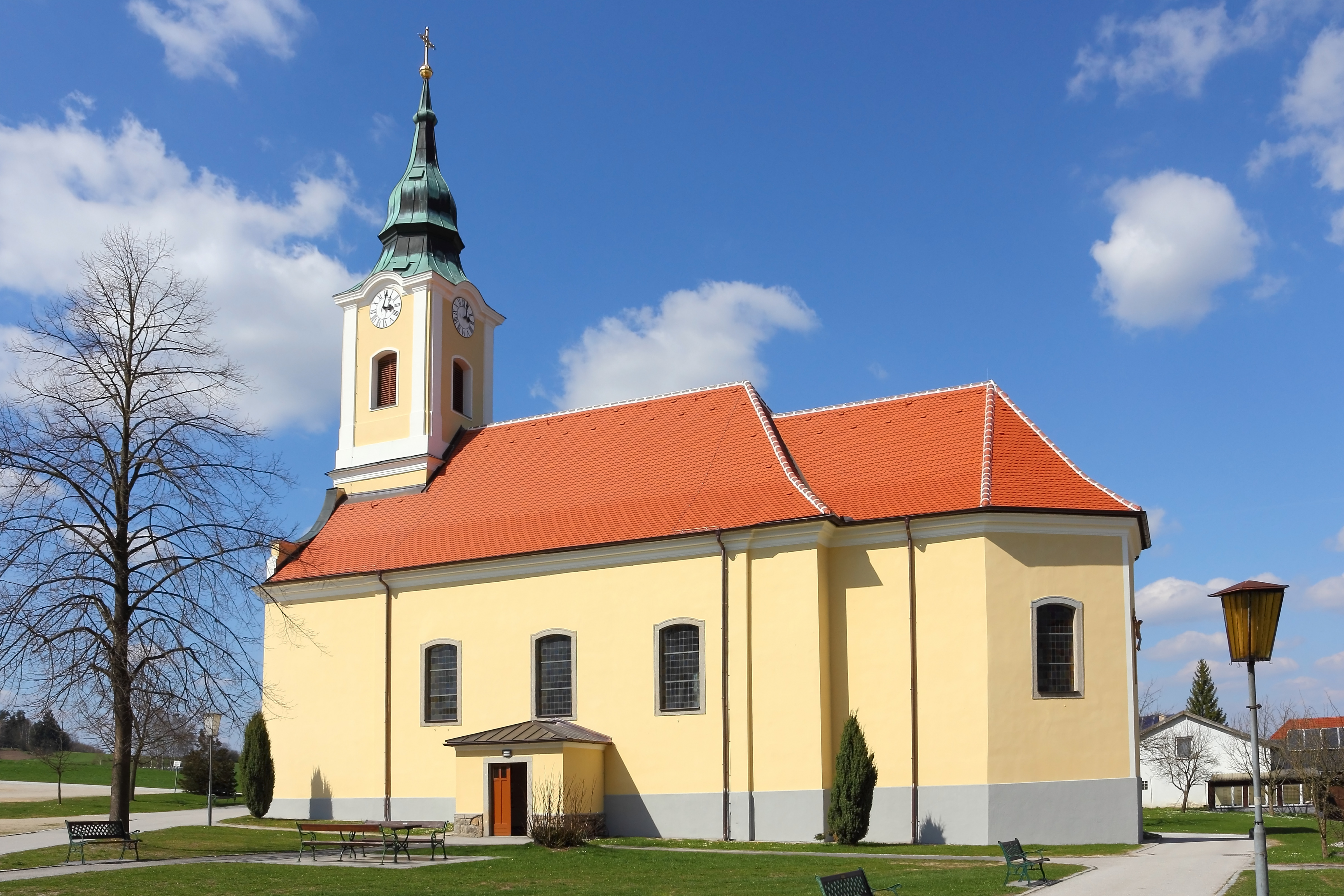
Pfarrkirche Langegg

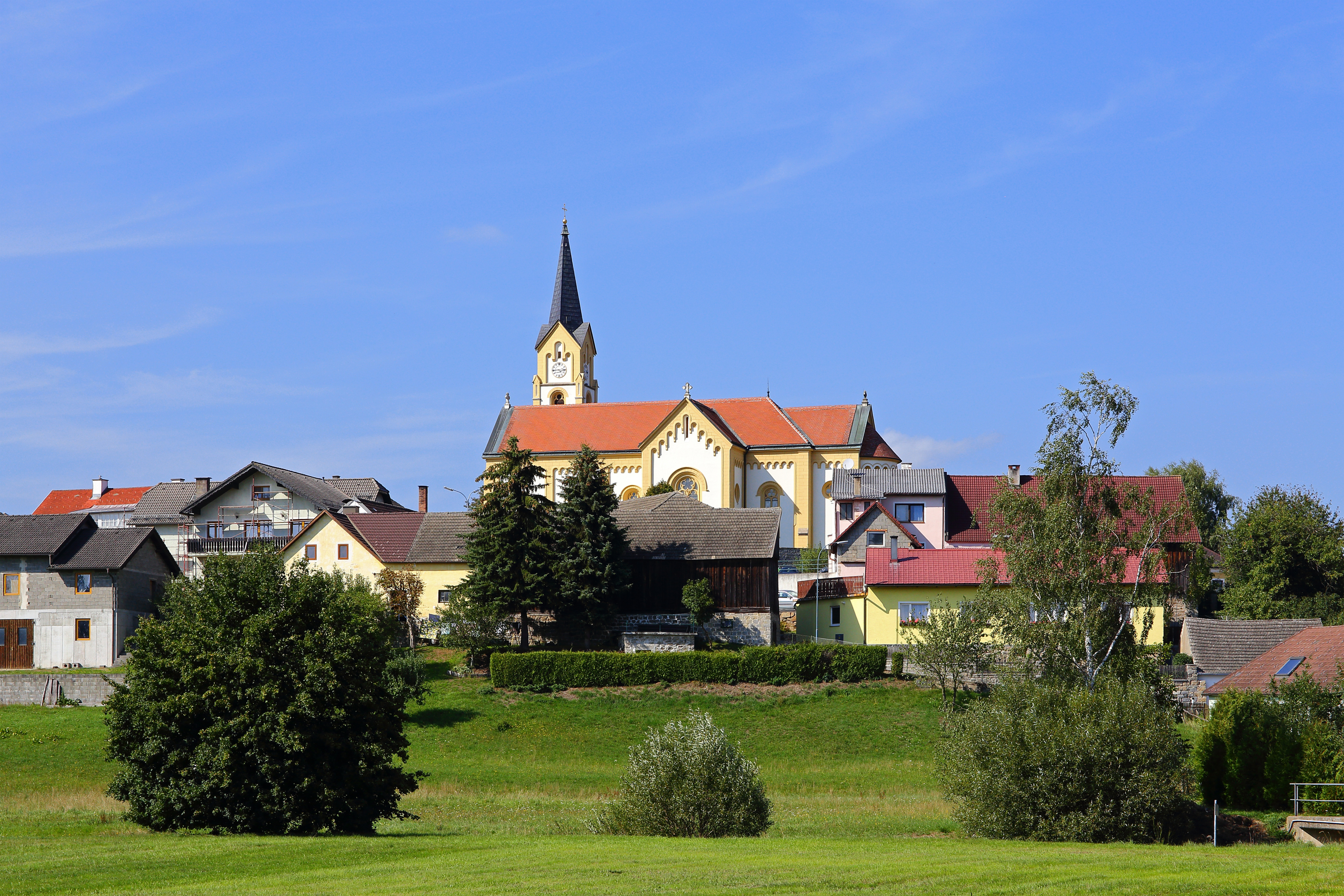
Pfarrkirche Langschwarza

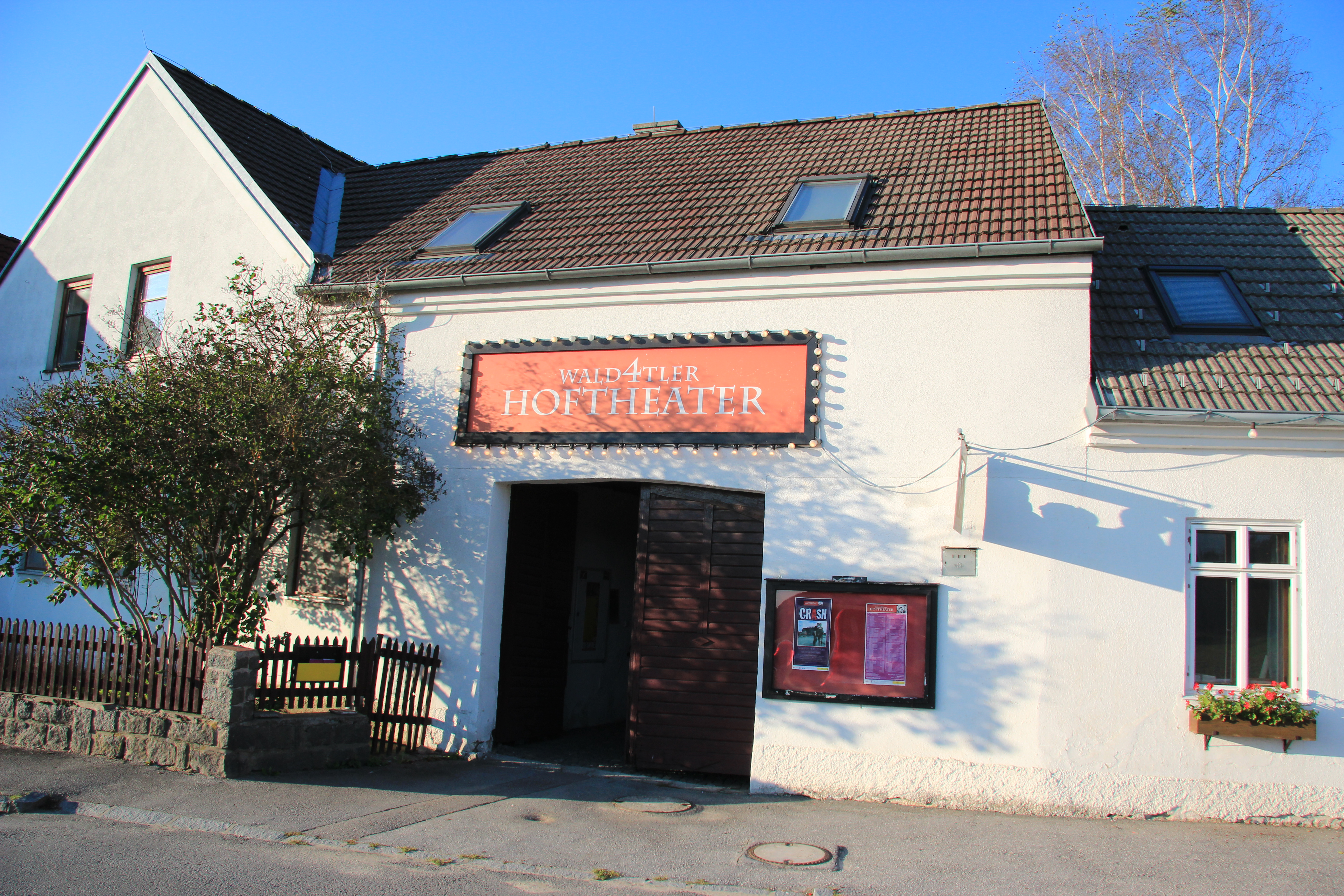
Waldviertler Hoftheater

- Katholische Pfarrkirche Schrems Mariä Himmelfahrt
- Katholische Pfarrkirche Langegg Mariä Himmelfahrt
- Katholische Pfarrkirche Langschwarza hl. Ägidius
- Waldviertler Hoftheater: In Pürbach wird das nördlichste Theater Österreichs betrieben, das Waldviertler Hoftheater.
- Vereinsberg: Der Vereinsberg ist Veranstaltungsort und Erholungsort zugleich. Beim Spaziergang auf dem Vereinsberg stößt man auf ein Hamerling-Denkmal, den Orkanstein, das Hubertusmarterl, Aussichtswarten und ein Denkmal zum 60. Regierungsjubiläum von Kaiser Franz Joseph I.
- Schremser Stadtmuseum: Das Schremser Stadtmuseum wurde 1986 eröffnet und bietet Informationen zur Stadt- und Wirtschaftsgeschichte (Stein, Granit und Torf).
- Pranger: eine aus dem 16. Jahrhundert stammende 4 m hohe Granitsäule
- Felixbrunnen: aus 1750, mit einer Statue des Hl. Felix von Cantalice
- Obelisk: 1898, Granitmonolith mit dem Doppeladler der Monarchie
- Unterwasserreich: Ramsarzentrum
- Himmelsleiter im Naturpark Hochmoor Schrems
- Kunstmuseum Waldviertel
- Wackelstein im Schremser Wald: Der Wackelstein ist ein drei Meter hoher, von einem Steinkreis umgebener Granit-Block.[5]

## Wirtschaft und Infrastruktur

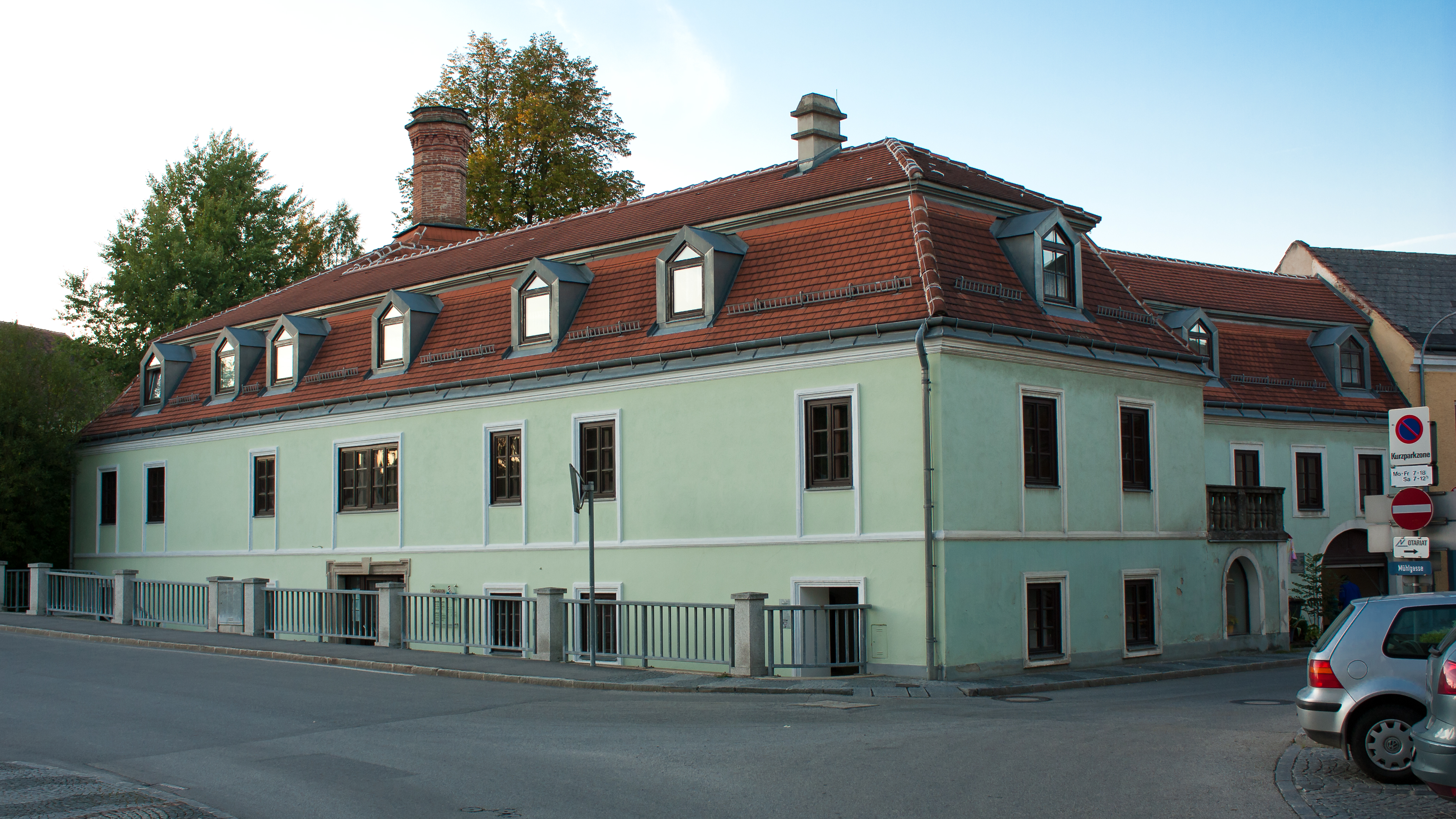
Das Brauhaus in Schrems, dessen Ursprung auf 1410 zurückgeht

Schrems ist ein industrieller Mittelpunkt des Oberen Waldviertels. Waldviertler Granit aus Schrems ist heute wie auch in der Vergangenheit ein gefragter Baustoff.
Nichtlandwirtschaftliche Arbeitsstätten gab es im Jahr 2001 242, land- und forstwirtschaftliche Betriebe nach der Erhebung 1999 122. Die Zahl der Erwerbstätigen am Wohnort betrug nach der Volkszählung 2001 2497. Die Erwerbsquote lag 2001 bei 43,89 Prozent.

### Unternehmen
- Seit 1410 existiert in Schrems eine Bierbrauerei. 1838 wurde die Schlossbrauerei von Jakob Trojan erstanden. Er begründete damit einen Familienbetrieb, der bis heute besteht.[6]
- Anfang der 1960er Jahre siedelte sich der Textilerzeuger Ergee an und war viele Jahre einer der Hauptarbeitgeber, bevor die Firma 2008 insolvent wurde. 1984 wurde die Waldviertler Schuhwerkstatt von Sozialminister Alfred Dallinger ins Leben gerufen.[7] Es war ein Projekt zur Bekämpfung der Arbeitslosigkeit und ist inzwischen mit GEA ein international agierender Betrieb u. a. mit der Schuhmarke Waldviertler. 2009 kaufte die Schuhwerkstatt eine Lagerhalle der insolventen Ergee.
- Als große Firmen sind die Österreichzentrale der Eaton Industries, die aus der Felten & Guilleaume Gruppe hervorging, zu nennen, sowie die Elk-Fertighaus AG. Im Jahr 2004 wurde der Wirtschaftspark Schrems mit 10 ha Bauland als Gemeinschaftsprojekt von ecoplus, Raiffeisen Holding NÖ-Wien und der Gemeinde Schrems ins Leben gerufen.[8] Seit August 2005 gibt es ein Einkaufszentrum in der Josef-Widy-Straße.

### Öffentliche Einrichtungen
In der Gemeinde gibt es einen Kindergarten, eine Volksschule und eine Neue Mittelschule.

### Freizeit und Tourismus
- drei Fußballplätze
- vier Tennisplätze
- Baseballplatz
- Beachvolleyballplatz
- Eislaufbahn
- Moto Cross Bahn
- Mountainbikestrecken
- Weitwanderwege
- Naturpark Hochmoor mit der Himmelsleiter
- Freizeitanlage Moorbad: entworfen und gestaltet von Jakob Fina
- Hundeabrichteplatz
- Hallenbad

### Umwelt
Im Oktober 2024 hat Bürgermeister Peter Müller bekanntgegeben, dass die Stadt Schrems einen Antrag auf Erlangung der Auszeichnung als "Wetland City" beim Internationalen Ramsar Komitee stellen wird. Damit wäre Schrems die erste Stadt im deutschsprachigen Raum überhaupt, die einen solchen Status erreichen würde, mit dem die Bedeutung der Feuchtgebiete im Gemeindegebiet unterstrichen wird. Im Rahmen dessen soll das in Schrems ansässige "UnterWasserReich" im Naturpark Hochmoor Schrems auch ein Zentrum mit bundesweiter Bedeutung werden, der Prozess soll von der Stiftung COMÚN von Sebastian Bohrn Mena koordiniert werden.

## Politik

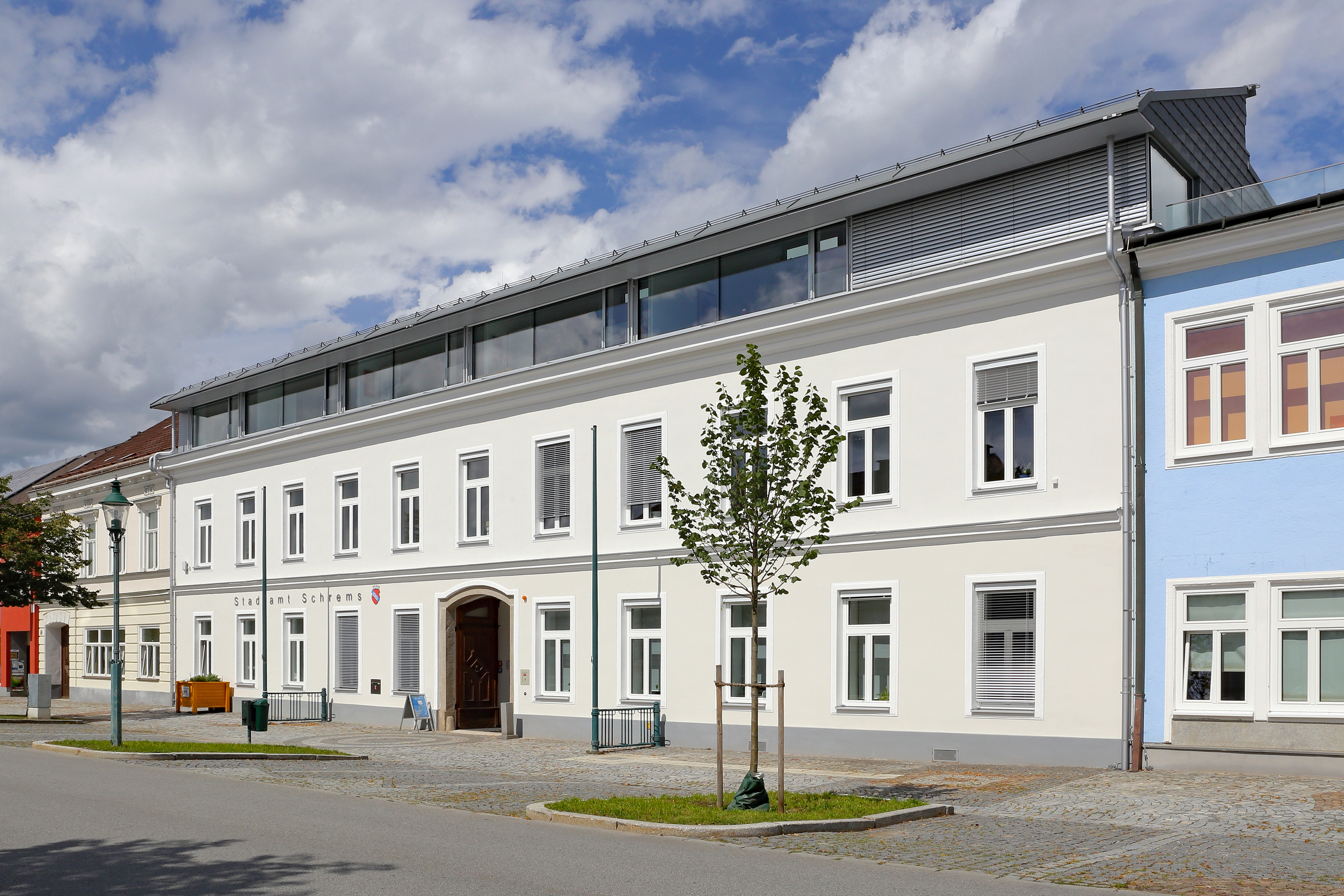
Stadtamt in Schrems

### Gemeinderat
Der Gemeinderat hat 29 Mitglieder.
- Nach den Gemeinderatswahlen in Niederösterreich 1990 hatte der Gemeinderat folgende Verteilung: 20 SPÖ und 9 ÖVP.
- Nach den Gemeinderatswahlen in Niederösterreich 1995 hatte der Gemeinderat folgende Verteilung: 18 SPÖ, 7 ÖVP, 3 FPÖ und 1 Bürgerforum Schrems.[14]
- Nach den Gemeinderatswahlen in Niederösterreich 2000 hatte der Gemeinderat folgende Verteilung: 20 SPÖ, 7 ÖVP und 2 FPÖ.[15]
- Nach den Gemeinderatswahlen in Niederösterreich 2005 hatte der Gemeinderat folgende Verteilung: 21 SPÖ, 7 ÖVP und 1 FPÖ.[16]
- Nach den Gemeinderatswahlen in Niederösterreich 2010 hatte der Gemeinderat folgende Verteilung: 19 SPÖ, 8 ÖVP, 1 BZÖ-Bündnis Zukunft Österreich Liste Wolfgang Zibusch und 1 FPÖ.[17]
- Nach den Gemeinderatswahlen in Niederösterreich 2015 hatte der Gemeinderat folgende Verteilung: 16 SPÖ, 9 ÖVP, 2 FPÖ, 1 Grüne und 1 BZÖ-Bündnis Zukunft Österreich Liste Wolfgang Zibusch.[18]
- Nach den Gemeinderatswahlen in Niederösterreich 2020 hatte der Gemeinderat folgende Verteilung: 14 SPÖ, 11 ÖVP, 2 PRINZ–Liste Prinz - Unabhängige Schremser Bürgerliste, 1 FPÖ und 1 Grüne.[19]
- Nach den Gemeinderatswahlen in Niederösterreich 2025 hat der Gemeinderat folgende Verteilung: 12 ÖVP, 12 SPÖ, 3 FPÖ und 2 PRINZ.[20]

### Bürgermeister
Bisher gab es in Schrems 24 verschiedene Bürgermeister. Ignaz Mölzer hatte dieses Amt gleich dreimal mit Unterbrechungen inne. Karl Gart war zweimal mit Unterbrechung Bürgermeister. Die Kriegs- und Nachkriegswirren brachten es mit sich, dass im Jahr 1945 gleich vier Personen als Bürgermeister in der Stadtchronik aufscheinen. Rekordhalter unter den Bürgermeister ist Reinhard Österreicher, der vom 19. März 1995 bis Jänner 2015 die Geschicke der Stadt leitet. David Süß wurde am 27. März 2025 zum ersten ÖVP-Bürgermeister in der Geschichte der Stadt Schrems gewählt.
| Amtszeit | Name                  | Beruf                |
| 1850–1856 | Karl Frieß            |                      |
| 1857–1860 | Leopold Koller        |                      |
| 1861–1866 | Karl Wiesinger        | Bäckermeister        |
| 1867–1869 | Johann Frieß          | Seifensieder         |
| 1869–1876 | Karl Riegler          | Kaufmann             |
| 1877–1882 | Ignaz Mölzer          | Gastwirt             |
| 1883–1888 | Franz Möstl           | Kaufmann             |
| 1889–1899 | Karl Fisslthaler      | Postmeister          |
| 1900–1912 | Ignaz Mölzer          | Gastwirt             |
| 1913–1914 | Alois Reinagl         | Arzt                 |
| 1914–1918 | Ignaz Mölzer          | Gastwirt             |
| 1918–1919 | Theodor Zaubek        | Hutmacher            |
| 1920–1924 | Josef Fichtenbauer    | Drahtweber           |
| 1925–1934 | Franz Pollak          | Hauptschullehrer     |
| 1938–1941 | Theodor Flaschka1)    | Baumeister           |
| 1941–1943 | Otto Rzepa            | Gastwirt             |
| 1943–1945 | Anton Fichtenbauer    | Landwirt             |
| 1945–1945 | Ludwig Krakovic       |                      |
| 1945–1945 | Karl Gart             | Amtswart             |
| 1945–1948 | Karl Prinz            | Steinarbeiter        |
| 1948–1955 | Karl Gart             | Glasarbeiter         |
| 1955–1965 | Wilhelm Redl          | Kinoleiter           |
| 1965–1970 | Karl Heller           | Waagmeister          |
| 1970–1975 | Herbert Haas          | Volksschuloberlehrer |
| 1975–1985 | Franz Hauer           | Gemeindebeamter      |
| 1985–1995 | Franz Ableidinger     | Bezirkssekretär      |
| 1995–2015 | Reinhard Österreicher | Hauptschuldirektor   |
| 2015–2021 | Karl Harrer           | AMS Bediensteter     |
| 2021–2025 | Peter Müller          | Bankangestellter     |
| 2025- | David Süß             | Jurist               |
| 1) In der Zeit von 1938 bis 1939 war der Gastwirt Viktor Illetschko zusätzlich als Gemeindeverwalter eingesetzt. |                       |                      |

| Amtszeit  | Name                 | Bürgermeister in                                      |
| 1963–1967 | Leopold Fichtenbauer | Kottinghörmanns 1967 Zusammenlegung mit Niederschrems |
| 1953–1971 | Adolf Hofbauer       | Niederschrems                                         |
| 1965–1971 | Johann Zach          | Gebharts                                              |
| 1960–1971 | Johann Zach          | Langschwarza                                          |
| 1960–1971 | Josef Binder         | Pürbach                                               |
| 1955–1971 | Karl Preissinger     | Langegg                                               |

### Wappen
Am 20. März 1582 wurde durch Kaiser Rudolf II. zu Wien dem „Marckth Schrembß“ ein Wappen verliehen. Es zeigt einen roten Schild, der von links oben nach rechts unten durch einen breiten azurblauen Streifen geteilt wird, belegt mit zwei weißen, gold gekrönten, in Form eines Zweifelsknopfes geflochtenen Schlangen mit ausgeschlagenen roten Zungen sowie voneinander gekehrten Köpfen und Schwänzen. Mit der Erhebung zur Stadt am 23. Oktober 1936 wurde der Schild des Wappens mit einer fünfzinnigen weißen Mauerkrone versehen.
Als Stadtfarben von Schrems gelten die Farben Rot-Blau-Rot.

### Gemeindepartnerschaften
- Seit 8. Juni 1991 besteht mit der tschechischen Stadt Třeboň eine Städtepartnerschaft. Bereits zuvor bestand eine enge Zusammenarbeit zwischen den Wissenschaftlern der Ökologischen Station Waldviertel und dem Biologischen Institut Třeboň. Die Wissenschaftler waren es auch, die die ersten Kontakte der Politiker beider Städte herstellten.[23]

## Persönlichkeiten

### Söhne und Töchter der Gemeinde
- Eugen von Falkenhayn (1792–1853), österreichischer General
- Karl Fisslthaler (1846–1921), Politiker (CSP), Landwirt und Postmeister
- Johannes Baptist Rößler (1850–1927), Bischof der Diözese St. Pölten
- Franz Zaubeck (1856–1935), österreichischer Hutmacher und Politiker
- Josef Allram (1860–1941), Heimatdichter, genannt Waldviertler Sepp
- Franz Elfried Wimmer (1881–1961), Botaniker und Theologe
- Karl Müller (1883–1951), Komponist
- Ernst Fietz (1890–1988), Bauingenieur, Heimatforscher, Autor
- Herbert Haas (1928–2006), Politiker
- Franz Farnberger (* 1952), Chorpädagoge, künstlerischer Leiter der St. Florianer Sängerknaben
- Johann Maier (* 1952), Bahnhofsvorstand, Stadtrat und Landtagsabgeordneter

### Personen mit Bezug zur Gemeinde
- Ernest Gabmann (* 1949), Landeshauptmann Stellvertreter von Niederösterreich
- Margarete Tröstl (1911–2025), Altersrekordlerin und zeitweise älteste in Österreich lebende Person